# HTC Excalibur
Le HTC Excalibur (HTC S620) est un smartphone fabriqué par HTC à partir de 2006. Il a été rebaptisé et vendu sous le nom de O2 Xda Cosmo, T-Mobile Dash, HTC S621 pour Rogers Sans-fil au Canada et pour Suncom Wireless dans le bas-est des États-Unis, BT ToGo, et Dopod C720W.

## Caractéristiques
L'appareil fonctionne avec des systèmes d'exploitation Windows Mobile 5 et 6 Smartphone Edition (AKU 3.0). Il utilise un processeur Texas Instruments 200 MHz OMAP850 (architecture ARM), avec 64 Mo de mémoire vive et 128 Mo de mémoire morte. Un slot microSD est également disponible pour une capacité d'extension supplémentaire.
Il comprend un quadri-bande (850 MHz, 900 MHz, 1 800 MHz, 1 900 MHz) GSM radio avec EDGE, support du WiFi 802,11 g, et communications Bluetooth. Le périphérique se synchronise avec ActiveSync ou Windows Mobile Device Center (Windows Vista et Windows 7) via Bluetooth ou USB. Il a également GSM/EDGE et connexions Wi-Fi.
Son successeur, le HTC S630 (nom de code Cavalier) a été vendu à partir d'août 2007.